# حفره بدنی
حفرهٔ تنه‌ای یا حفره‌های بدنی (به انگلیسی: Body cavity) هر فضا یا محفظه یا فضای بالقوه‌ای در بدن انسان و جانوران دیگر است. حفره‌ها، اندام‌ها و ساختارهای بدنی دیگر را در خود جای داده و ممکن است دارای مایعات زیستی مختلفی باشند.
بزرگ‌ترین حفره‌های تنه‌ای انسان حفره تنه‌ای شکمی و حفره تنه‌ای پشتی است. در حفره تنه‌ای پشتی مغز و نخاع قرار دارد.
غشاهایی که اعضای سیستم عصبی مرکزی (مغز و نخاع) را در حفره جمجمه‌ای و حفره نخاع احاطه کرده‌اند، مننژ یا شامگان نام دارند. فضاهای بدنی مختلف دارای انواع متفاوتی از مایعات هستند. به عنوان مثال مایع داخل مننژ مایع مغزی-نخاعی است اما در حفره شکمی، مایع موجود در صفاق یک مایع سروزی است. حفرهٔ بدنی اصلی در آب‌پرده‌داران و برخی از بی‌مهرگان، سلوم (Coelom) نام دارد.
جنین پستانداران نیز دو حفره را تشکیل و گسترش می‌دهد. سلوم داخل جنینی و سلوم خارج جنینی (یا حفره جفتی)

## حفره‌های بدن انسان
حفره پشتی (خلفی) و حفره شکمی (قدامی) بزرگ‌ترین فضاهای داخلی بدن انسان هستند.
| حفره‌ها و غشاهای بدن انسان | حفره‌ها و غشاهای بدن انسان | حفره‌ها و غشاهای بدن انسان | حفره‌ها و غشاهای بدن انسان     | حفره‌ها و غشاهای بدن انسان |
| نام حفره                  | نام حفره                  | نام حفره                  | اندام‌های اصلی                 | پوشش غشایی                |
| ------------------------- | ------------------------- | ------------------------- | ----------------------------- | ------------------------- |
| حفره بدنی پشتی            | حفره جمجمه                | حفره جمجمه                | مغز                           | مننژ                      |
| حفره بدنی پشتی            | کانال مهره                | کانال مهره                | نخاع                          | مننژ                      |
| حفره بدنی شکمی            | حفره قفسه سینه            | حفره قفسه سینه            | قلب، ریه‌ها                    | آب‌شامه پرده جنب           |
| حفره بدنی شکمی            | حفره شکمی - لگنی          | حفره شکمی                 | اندام‌های گوارشی، طحال، کلیه‌ها | صفاق                      |
| حفره بدنی شکمی            | حفره شکمی - لگنی          | حفره لگنی                 | مثانه، اندام‌های جنسی          | صفاق                      |